# Odulemma
Odulemma – wieś w Estonii, w prowincji Harju, w gminie Nissi.